# Karassuk (Fluss)
Der 531 km lange Karassuk (russisch Карасук) ist ein Fluss im Südosten des Westsibirischen Tieflands (Russland, Asien).
Der Karassuk entspringt etwa 100 km südwestlich von Nowosibirsk auf etwa 190 m Höhe. Er fließt – immer auf dem Territorium der Oblast Nowosibirsk – in einem weiten Tal in südwestlicher Richtung durch den Südteil der Barabasteppe, vorbei an den Rajonverwaltungszentren Kotschki und Krasnosjorskoje sowie der Stadt Karassuk, bis er sich in einem abflusslosen Becken mit kleineren Seen und Sümpfen an der kasachischen Grenze verliert (auf etwa 105 m). Bei hohem Wasserstand fließt ein Teil des Wassers östlich der Stadt Karassuk in südlicher Richtung über den Tschuman (Чуман) zum Fluss Burla (Бурла), ein anderer Teil in nördlicher Richtung über den Arm Baganjonok (Баганёнок) zum Fluss Bagan (Баган).
Das Einzugsgebiet des Karassuk umfasst 11.300 km². Im Unterlauf nimmt die Wasserführung des Flusses durch Versickerung und Verdunstung kontinuierlich ab: zuletzt ist er nur noch etwa 15 m breit, 2 m tief, die Fließgeschwindigkeit beträgt 0,1 m/s. Der Karassuk hat keine größeren Nebenflüsse.
Am Unterlauf des Flusses liegen Stadt und Eisenbahnknotenpunkt Karassuk, wo der Fluss von den Eisenbahnstrecken Tatarskaja – Kulunda und Omsk – Barnaul (einem Teilstück der Südsibirischen Eisenbahn) überquert wird.
Das in der Waldsteppenzone gelegene Quellgebiet des Karassuk wurde am 26. März 2007 durch den Gouverneur der Oblast Nowosibirsk, Wiktor Tolokonski, zu einem besonders schützenswerten Territorium erklärt.